# 佐々木隆博
佐々木 隆博（ささき たかひろ、1949年3月10日 - ）は、日本の政治家。
農林水産副大臣（野田第2次改造内閣・野田第3次改造内閣）、農林水産大臣政務官（鳩山由紀夫内閣・菅直人内閣）、衆議院議員（4期）、北海道議会議員（5期）、旧立憲民主党副代表兼組織委員長などを歴任した。

## 来歴

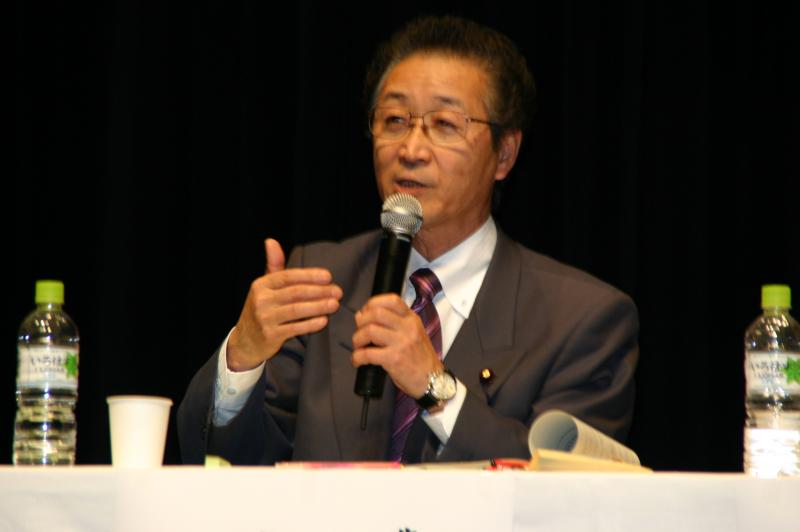
2010年1月15日、戸別所得補償制度モデル対策に係る北海道説明会で質問に答える佐々木

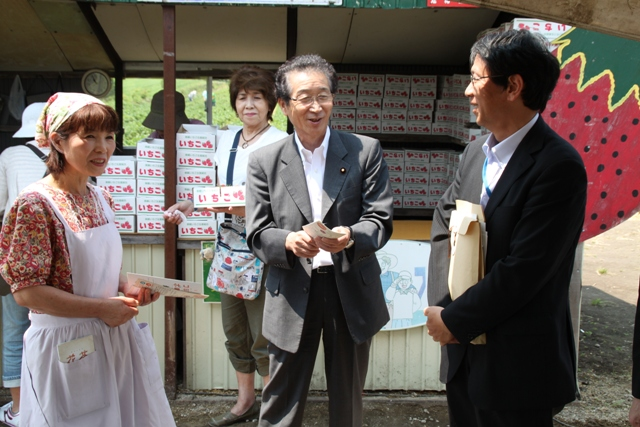
2012年6月29日、千歳市のレストラン「花茶」を視察する様子

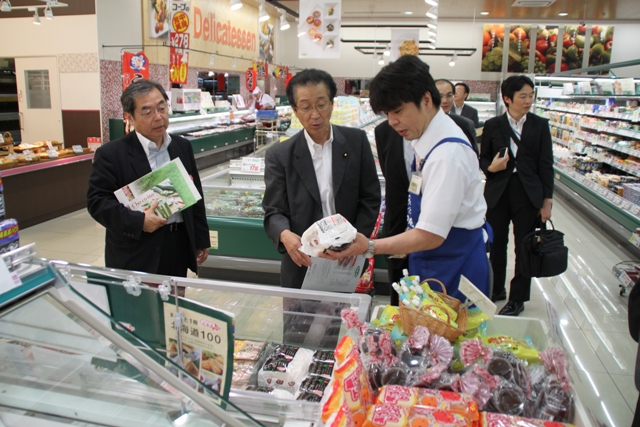
2012年6月29日、コープさっぽろ西宮の沢店内を視察する様子

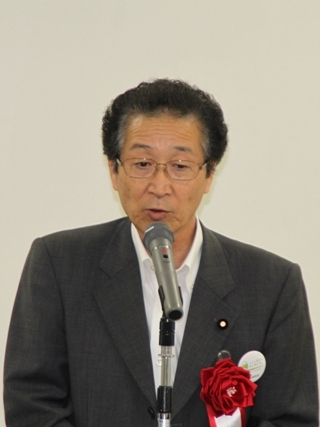
2012年6月29日、「第3回福島県青果物安全・安心な取り組み説明会」で挨拶をする様子

### 生い立ち
北海道士別市の農家に生まれる。北海道士別高等学校卒業後、農業を営む傍ら1971年から農民運動に参画し、1987年には北海道農民連盟青年部書記長に就任。なお、政治家となってからも、1988年から1990年にかけて北海道農民連盟青年部執行委員長を務めた。

### 北海道議会
1987年4月、北海道議会議員選挙に士別市選挙区から出馬し、初当選。道議時代は日本社会党に所属していた。以後、5期18年にわたり北海道議会議員を務め、1996年に社会民主党の結党に参加したが、直後に離党し、旧民主党に合流。

### 衆議院
2005年、政界を引退する佐々木秀典（同姓だが縁戚関係はなし）から後継指名を受け、北海道議会議員を辞職し、第44回衆議院議員総選挙に民主党公認で北海道6区から出馬。自由民主党前職の金田英行を破り、初当選した。衆議院議員選挙当選後の2005年10月10日、自陣営の運動員である労働組合職員が公職選挙法違反の疑いで逮捕された。この運動員は未成年に選挙活動をさせ、報酬を支払ったとされる。
2009年の第45回衆議院議員総選挙で自民党前職の今津寛（前回は比例北海道ブロック単独で当選）を破り、再選。選挙後に発足した鳩山由紀夫内閣で農林水産大臣政務官に任命され、菅直人内閣まで務めた。
2012年、野田第2次改造内閣で農林水産副大臣に任命される。野田第3次改造内閣でも留任したが、同年の第46回衆議院議員総選挙で今津に敗れ、比例復活ならず落選した。
落選後の2013年の第23回参議院議員通常選挙に比例区から出馬するが、24,329票の得票にとどまり、民主党の立候補者20人中19位で落選する。
2014年、第47回衆議院議員総選挙で前回敗れた今津を2,847票差で破って当選し、国政に復帰した（今津は比例復活）。
2015年の民主党代表選挙で長妻昭の推薦人に名を連ねるが、長妻は1回目の投票で最下位に終わった（当選者は岡田克也）。
2016年民進党代表選挙で蓮舫の推薦人となり、蓮舫の当選後、民進党組織委員長に就任した。
2017年民進党代表選挙で菅直人や有田芳生らとともに枝野幸男の推薦人となった。10月6日、立憲民主党副代表の就任が決まる。同年の第48回衆議院議員総選挙で立憲民主党の副代表として比例重複を断念し、今津との競り合いを制し、再選した(同党の公認候補としては、追加公認となった逢坂誠二を除けば唯一)。10月26日、執行役員会で総務委員長の兼務が決まる。
2018年5月8日、党に新設された組織委員長に就任。同年11月、立憲民主党静岡県連代表に就任。
2019年8月、立憲民主党道連代表を辞任。静岡県連代表は引き続き続投。
2020年9月、新立憲民主党の結党に参加、静岡県連代表には渡辺周が就任した。
2021年6月24日、年内に予定される第49回衆議院議員総選挙に立候補せず引退する考えを表明した。2022年、旭日重光章受章。

## 主張
- 日本の環太平洋パートナーシップ協定（TPP）参加に反対[16]。
- 日本国憲法の改正と集団的自衛権の行使を認める閣議決定に反対[17]。
- 原子力規制委員会の審査に合格した原子力発電所の運転再開に反対[17]。
- 選択的夫婦別姓制度の導入にどちらかといえば賛成[17]。
- 永住外国人への地方選挙権付与にどちらかと言えば賛成[18]。

## 活動
- 2008年3月26日、国鉄労働組合の特定の活動家らをJRには採用しなかったことを問題とする院内集会に参加した[19]。
- 2018年9月に起こった北海道胆振東部地震において、佐々木の旭川市事務所は、立憲民主党に「石狩川浄水場の自家発電が故障しており、このままだと市内の約7割が断水する」という情報を伝え、Twitterなどでの拡散を依頼した。立憲民主党はこの情報を公式アカウントに投稿し、フォロワーにも拡散を依頼した。しかし、札幌市水道局や帯広市、小樽市などは、この断水について否定した。結局、この断水の情報はデマであるとして、立憲民主党は謝罪および該当の投稿を削除した。自治体や電力会社などの公式発表を確認することを原則としていたが、それを怠っていたという[20]。

## 人物
- 家族は妻、3男[3]。
- 尊敬する人物は木村尚三郎、竹熊宣孝[3]。
- 趣味は日舞[3]。

## 所属団体・議員連盟
- たばこ産業政策議員連盟[21]
- 石川知裕代議士の逮捕を考える会
- 在日韓国人をはじめとする永住外国人住民の法的地位向上を推進する議員連盟
- 民主党ワイン産業振興議員連盟（副幹事長）